# Stätzerhorn
Das Stätzerhorn (2574 m ü. M.) ist ein Berg auf der Lenzerheide im Kanton Graubünden (Schweiz). Über den Kulminationspunkt verläuft die Grenze der beiden Gemeinden Churwalden und Domleschg GR.
Der Berg ist von mehreren Seiten durch Wanderwege (Grad T2) erschlossen. Der Skitourist gelangt von der Alp Stätz (1820 m ü. M.) mit einer 6er-Sesselbahn der Lenzerheide Bergbahnen während 8 min Fahrzeit rund 600 Höhenmeter bis zur Bergstation knapp unter dem Stätzerhorn-Gipfel (2420 m ü. M.). Vom Stätzerhorn aus hat man eine Panoramasicht auf die Lenzerheide, das Oberhalbstein, den Heinzenberg, das Domleschg und Teile der Surselva wie auf den obersten Teil des Alpenrheintals.

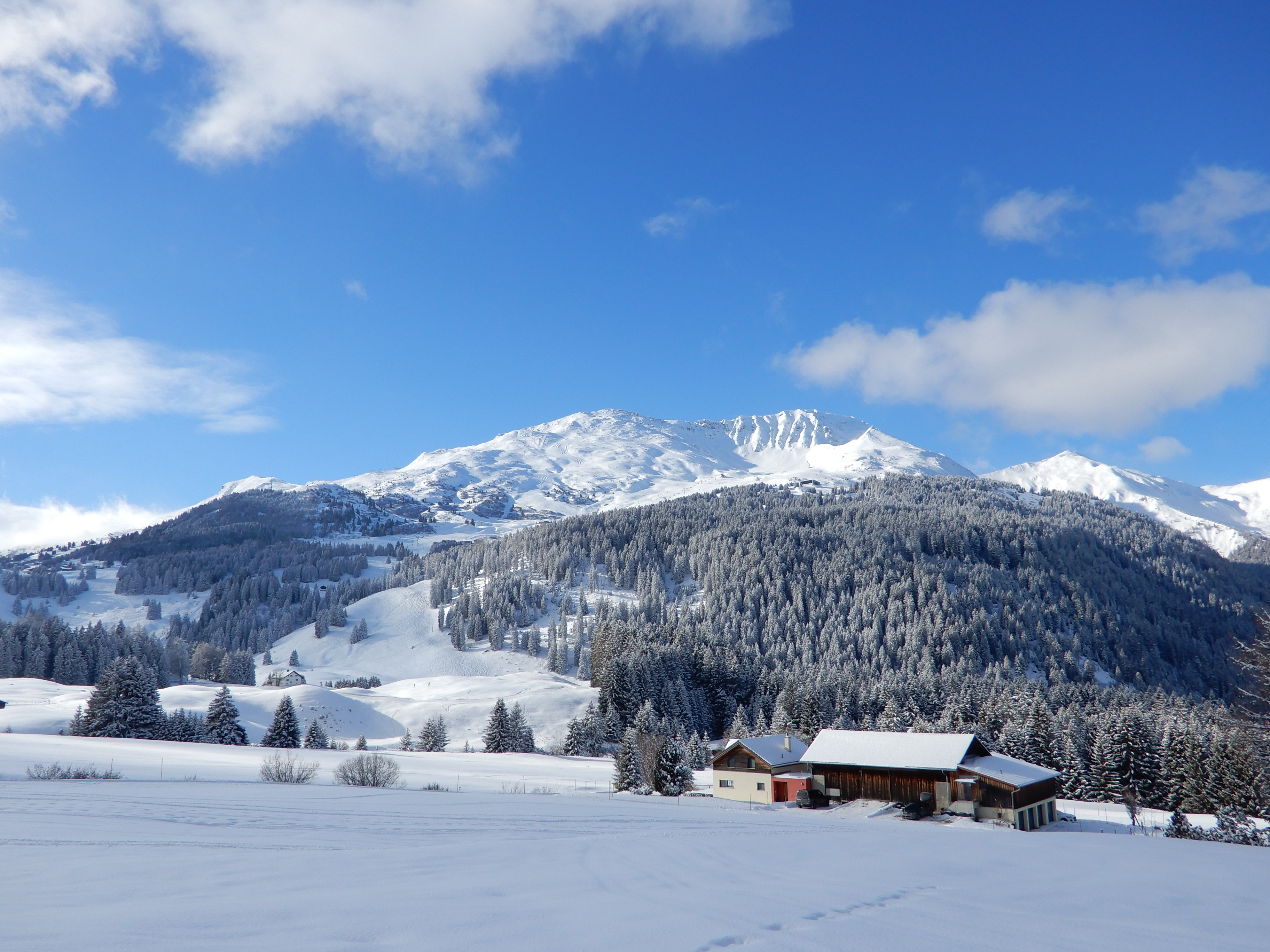
Stätzerhorn von Parpan aus gesehen